# نیو این
نیو این (به انگلیسی: New Inn) یک منطقهٔ مسکونی در ولز است که در تورواین واقع شده‌است. نیو این ۱۱٫۴۴ کیلومتر مربع مساحت و ۵٬۹۸۶ نفر جمعیت دارد.